# Karl Norberg
Karl Wilhelm Norberg, född 25 maj 1884 i Garpenbergs församling, Kopparbergs län, död 16 juni 1969 i Stockholm, var en svensk arkitekt. Han var far till Kjell Norberg.
Efter enskilda studier och praktik hos Erik Hahr i Västerås studerade Norberg vid Kungliga Tekniska högskolan i Stockholm 1912–1916. Han var anställd hos Gunnar Asplund 1916–1917, vid Nordiska Kompaniets inredningsavdelning 1917–1921, chefsarkitekt där 1921–1927, bedrev egen verksamhet i Stockholm 1927–1932, i Visby 1932–1937, var stadsarkitekt i Karlskoga landskommun/stad 1937–1949, kvarstående i tjänst efter pensionsåldern 1949–1951. Han tilldelades andra pris i Svenska Slöjdföreningens möbeltävling 1916.

## Verk i urval

### Inredning
- Scandia-teatern, Malmö 1925
- Smålands Enskilda bank, Malmö 1925
- Kungliga Örlogsmannasällskapets bibliotek och klubblokaler, Karlskrona 1929
- Svenska Lloyds S/S Suecia 1929
- Bokhallen på Stockholmsutställningen 1930.
- Silverpjäser för C.G. Hallbergs Guldsmeds AB (inköp av Nationalmuseum)
- Utställningar i Göteborg 1923, i Helsingfors 1924 och i Chicago 1926

### Byggnader
- Ny-, om- och tillbyggnader av bland villor, bostads- och affärshus i Visby, Klintehamn och andra orter på Gotland 1932–1937, bland annat Vårdklockan, affärs-, biograf- och bostadshus, Visby 1934
- Lokaler för domsaga, kontor, bostäder i kvarteret Residenset, Visby 1934
- Trädgårdsanläggning och serveringspaviljong, Burmeisterska trädgården, Visby 1937
- Kommunalhus i Hemse 1938.
- Ny-, om- och tillbyggnader av bland annat villor, bostads- och affärshus i Karlskoga 1937–1959 bland annat brandstation 1941, tillbyggd 1956; ombyggnad av arrestlokal till konsthall 1946; centralstation och ställverk